# Komail Mahfoodh
Komail Ali Mahfoodh (født 28. April 1992) er en bahrainsk håndboldspiller, der spiller for Al-Najma og Bahrains håndboldlandshold.
Han deltog under VM i håndbold 2017.